# 런던 필드
《런던 필드》(London Fields)는 영국, 미국에서 제작한 매슈 컬런 감독의 2018년 미스터리 스릴러 영화이다. 마틴 에이미스가 1989년 출간한 동명 소설이 원작이다. 빌리 밥 손턴, 앰버 허드, 짐 스터지스, 시오 제임스, 제이슨 아이작스, 카라 델러빈, 제이미 알렉산더 등이 출연했다.

## 줄거리
예지력이 있는 니컬라 식스는 자신이 한 남자의 손에 죽게 되리라는 걸 알게 된다. 니컬라는 자신을 죽일 범인을 찾기 위해 세 남자와 동시에 관계한다. 

## 출연진
- 빌리 밥 손턴 - 샘슨 영, 미국인 소설가 역
- 앰버 허드 - 니컬라 식스 역
- 짐 스터지스 - 키스 탤런트, 택시 기사 역
- 시오 제임스 - 가이 클린치 역
- 제이슨 아이작스 - 마크 애스프리, 영국 작가 역
- 제이미 알렉산더 - 호프 클린치 역
- 카라 델러빈 - 캐스 탤런트 역
- 제마 챈 - 페트러넬라 역
- 릴리 콜 - 트리시 셔트 역
- 조니 뎁 - 카메오 출연